# Ruslan Nailjewitsch Nurtdinow
Ruslan Nailjewitsch Nurtdinow (russisch Руслан Наильевич Нуртдинов; * 30. März 1980 in Ufa, Russische SFSR) ist ein russischer Eishockeyspieler, der seit November 2013 beim HK Kuban Krasnodar in der Wysschaja Hockey-Liga unter Vertrag steht.

## Karriere
Nurtdinow begann seine Karriere bei Salawat Julajew Ufa, für die er bis 2001 in der russischen Superliga spielte. Anschließend ging der Stürmer für ein Jahr zum SKA Sankt Petersburg und 2002 zu Sewerstal Tscherepowez, mit denen er Russischer Vizemeister wurde. Hierbei wurde er zudem zweitbester Scorer seiner Mannschaft. Nach diesem Erfolg verpflichtete ihn der Ligarivale Ak Bars Kasan, die er bereits ein Jahr später verließ, um erneut bei seinem Heimatverein aus Ufa anzuheuern. Mit seinem Wechsel zum HK Metallurg Magnitogorsk zur Saison 2005/06 gewann er zunächst den Spengler Cup und 2007 seine erste Russische Meisterschaft.
Ein Jahr darauf ging er wiederum nach Ufa, für die er bis zum Saisonende 2009/10 spielte und 2008 den zweiten Meistertitel in seiner Karriere gewann. Die Saison 2010/11 verbrachte der Rechtsschütze bei Amur Chabarowsk, bevor Nurtdinow im Juni 2011 einen Kontrakt für die Spielzeit 2011/12 bei Sewerstal Tscherepowez erhielt. Für Sewerstal absolvierte er in der Folge 69 KHL-Partien, in denen er 26 Scorerpunkte erzielte, ehe er im Januar 2013 innerhalb der KHL zu Neftechimik Nischnekamsk wechselte.

## Erfolge und Auszeichnungen
- 2003 Russischer Vizemeister mit Sewerstal Tscherepowez
- 2005 Spengler-Cup-Gewinn mit dem HK Metallurg Magnitogorsk
- 2007 Russischer Meister mit dem HK Metallurg Magnitogorsk
- 2008 Russischer Meister mit Salawat Julajew Ufa

## KHL-Statistik
(Stand: Ende der Saison 2010/11)